# Bernhard Bleeker

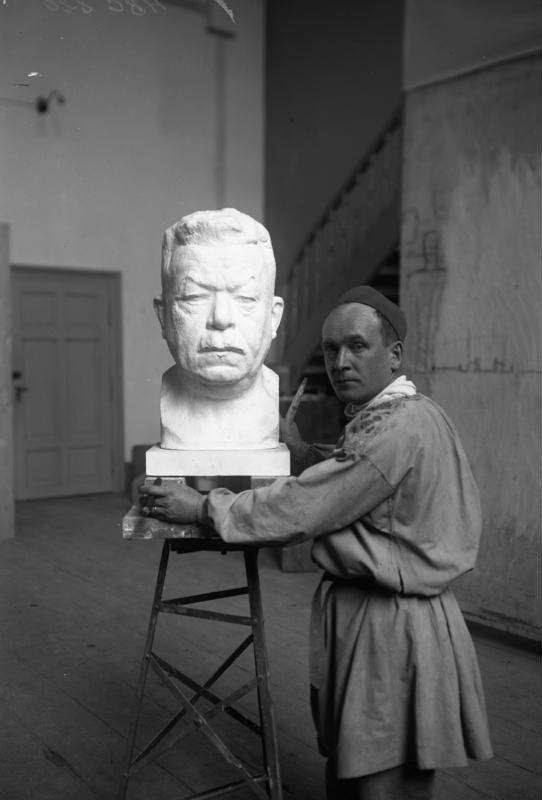
Bleeker mit dem Modell der Büste Friedrich Eberts, 1927

Josef Bernhard Maria Bleeker (* 26. Juli 1881 in Münster; † 11. März 1968 in München) war ein deutscher Bildhauer.

## Leben
Bernhard Bleeker hatte acht Geschwister, davon sechs Brüder (darunter Hermann Bleeker, der sich ebenfalls als Bildhauer einen Namen machte). Sein Vater Bernhard Josef Wilhelm Bleeker (1851–1926) war Kleidermacher, seine Mutter Christina Elisabeth geb. Froning (1854–1921) war Putzmacherin.
Seine Kindheit verbrachte Bleeker im Wandscherer-Haus in der Gruetgasse in Münster, in dem sein Vater einen Kostümverleih betrieb. Nach dem Besuch der Volksschule begann er 1895 in Münster eine auf vier Jahre angesetzte Steinbildhauerlehre bei den Bildhauern Fleige und Bernhard Frydag, die er jedoch nach zweieinhalb Jahren abbrach, um auf Baustellen Geld zu verdienen. In jener Zeit wohnte er abwechselnd bei verschiedenen Verwandten. 
1899 ging Bleeker nach München, um dort nach einer zwischenzeitlichen Tätigkeit als Steinmetz im gleichen Jahr ein Studium an der Königlichen Akademie der Bildenden Künste bei Wilhelm von Rümann aufzunehmen und ab 1903 dessen Assistent zu werden.
Um 1912 heiratete Bleeker Egonie Carbert. Mit ihr hatte er zwei Kinder: einen Sohn, Dagmar Konrad (* 1913), und eine Tochter, Ruth (* 1916). Bleeker schuf von seiner Frau Egonie vier Bildnisbüsten, die etwa zwischen 1908 und 1916 entstanden. Bleeker lebte mit ihr etwa 10 Jahre lang zusammen, nach der Trennung zog seine geschiedene Frau 1926 nach Wien. 
Am 27. Juli 1925 heiratete Bleeker Margarethe Schmids, Tochter des Generals Eugen Schmids, von dem Bleeker 1922 ein Bronzerelief geschaffen hatte. Mit Margarethe war Bleeker bis 1932 verheiratet, in diesem Jahr jedoch bereits getrennt lebend.
Am 29. August 1933 heiratete Bleeker Ruth Ingeborg Schnaith aus Tübingen, mit der er bis zu seinem Tode 1968 zusammenlebte. Aus dieser Ehe gingen drei Kinder hervor: Nele (1934–2002), Jochen (* 1936) und Silke (* 1938).
Freundschaftliche Beziehungen pflegte er im Laufe seines Lebens zu recht vielen Künstlerkollegen, u. a. zu Josef Oberberger, Toni Roth und dessen Gattin Martha, Adolf Schinnerer, Toni Stadler, Richard Knecht, Edwin Scharff, Rudolf Esterer und Paul Schmitthenner, den Schriftstellern Richard Billinger und Eugen Roth, dem Kunsthistoriker Ernst Buchner, dem Dirigenten Hans Knappertsbusch, dem Präsidenten der Allotria Rudolf Ritter von Kramer und dessen Gattin Christel, zu dem Flugzeugkonstrukteur Ernst Heinkel, zu Karl Valentin und Liesl Karlstadt. Valentin eröffnete am 21. Oktober 1934 sein „Panoptikum“, einen Grusel- und Lachkeller im Hotel Wagner in der Sonnenstraße in München, bei dessen Ausstattung Bleeker mithalf.
Am 11. März 1968 starb Bernhard Bleeker im Alter von 86 Jahren in seinem Haus in München-Bogenhausen. Seine letzte Ruhestätte fand er auf dem Friedhof am Perlacher Forst in München.

## Wirken
Bernhard Bleeker zählte zu den Hauptvertretern der sogenannten Münchener Bildhauerschule. Er war Bildhauer, Medailleur, Maler und Entwurfszeichner für Glasmalerei. Bernhard Bleeker war, wie viele seiner Bildhauerkollegen an der Schwelle zum 20. Jahrhundert, vom Stilerbe des 19. Jahrhunderts beeinflusst. So begann seine künstlerische Laufbahn mit historistischen, neobarocken Stilausprägungen, gefolgt von einer bis an sein Lebensende geprägten Orientierung an der „klassischen“ Kunstauffassung Adolf von Hildebrands, zwischenzeitlich von archaisierenden Tendenzen überlagert. Bis 1945 war der Künstler überregional bekannt. Als Professor an der Münchner Kunstakademie fand er im Dritten Reich starke Beachtung und Wertschätzung und war an nationalsozialistischen Großprojekten und Wettbewerben beteiligt. Bleeker stand mit seiner Gestaltungsweise in keinem Widerspruch zur Kunstauffassung der Nationalsozialisten und war somit geeignet, mitzubauen am Fundament der neuen „Staatskunst“, wenngleich seinen Werken nur selten der Charakter spezifisch nationalsozialistischer Ideologie innewohnte. In den Jahren nach 1945 wurde es still um ihn: Bleeker war als entnazifizierte Person des kulturellen öffentlichen Lebens in Ungnade gefallen.
Sein schriftlicher Nachlass liegt im Deutschen Kunstarchiv im Germanischen Nationalmuseum.

### Akademiezeit

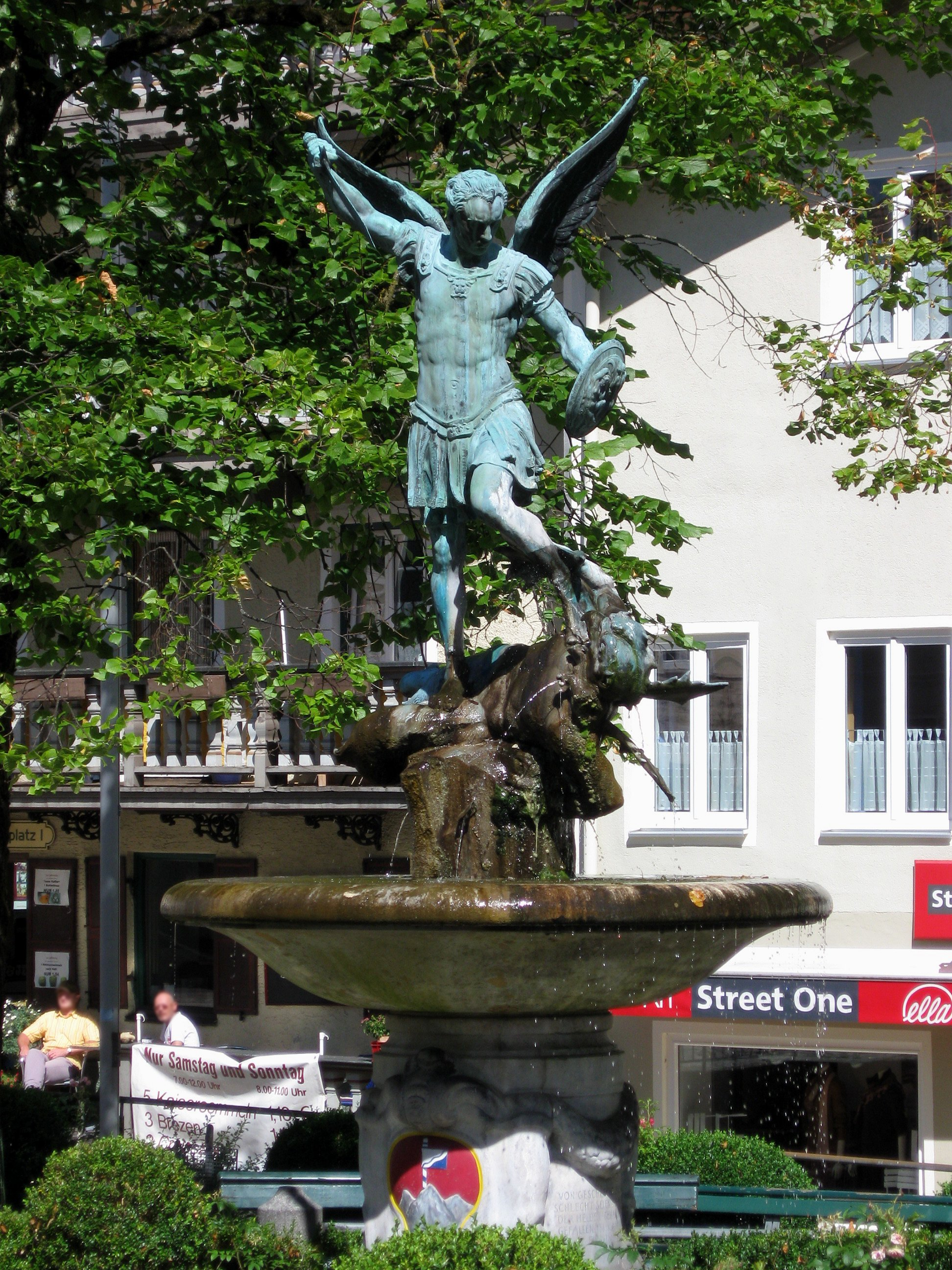
Michaelsbrunnen auf dem Stadtplatz von Miesbach, 1905

Gleich zu Beginn seines Studiums in München ab 1899 knüpfte Bleeker in Schwabing erste Kontakte zu Künstlerkollegen und Personen des öffentlichen Lebens. 1903 wurde er Mitglied der Künstlergesellschaft Allotria und nahm häufig an deren Künstlerfesten teil. So war es ihm möglich, weitere Verbindungen zu Vertretern des kulturellen Münchner Lebens zu knüpfen. Darüber hinaus pflegte er rege Kontakte im Gasthaus „Bratwurst-Glöckl“, einem außerhalb Schwabings gelegenen Treffpunkt vieler Persönlichkeiten aus Theater, Musik, Wissenschaft, Kunst und Adel.
Früh gefördert, u. a. auch durch das Haus Wittelsbach, erhielt Bleeker während seiner Akademiezeit auf Empfehlung seines Lehrers Rümann 1903/4 seinen ersten selbständigen, öffentlichen Auftrag für die Errichtung des Michaelsbrunnens als Kriegerehrenmal in Miesbach (Oberbayern), für dessen Modell Bleeker eine Preis-Medaille der Akademie erhalten hatte. Es folgten 1904/05 vermutlich eine Assistenz Rümanns an den beiden Löwen vor der Feldherrnhalle sowie 1905/06 an dessen Modellen für das Pettenkofer-Denkmal in München. Nachdem sich der währenddessen erkrankte Rümann zur Erholung auf Korsika aufhielt und dort im Februar 1906 verstarb, sollte Bleeker das Pettenkofer-Denkmal vollenden. Das verweigerte er jedoch, „da die Arbeit auf total falscher Grundlage angefangen war“. Nach Rümanns Tod schlug Adolf von Hildebrand Bleeker als dessen Nachfolger vor, man entschied sich dann aber für Erwin Kurz, den ältesten Privatschüler und Mitarbeiter Hildebrands.

### Freischaffender Künstler
Ab 1906 arbeitete Bleeker als freischaffender Künstler. Anlässlich der zum 750. Jahrestag der Stadtgründung veranstalteten Ausstellung „München 1908“ auf der Theresienhöhe schuf Bleeker für den großen Brunnen vor dem von Emanuel von Seidl entworfenen Hauptrestaurant die Gruppe „Reichtum“, eine Füllhorn haltende Jünglingsfigur, die auf einem Wasserwidder reitet. Im selben Jahr (1908) erhielt er einen Ruf an die Kunstakademie Düsseldorf, den er jedoch ablehnte. 
Auf der X. Internationalen Kunstausstellung im Glaspalast 1909 wurde dem Künstler die Medaille II. Klasse verliehen. Im gleichen Jahr wurde Bleeker Mitglied der Vereinigung der Münchner Secession und reiste nach Rom, um die von Michelangelo um 1516 geschaffene Moses-Figur vom Grabmal des Papstes Julius II. in San Pietro in Vincoli zu kopieren. Die Kopie wurde nach ihrer Fertigstellung 1911 nach Finkenwalde bei Stettin transportiert.
In den Jahren 1910 und 1911 teilte sich Bleeker mit seinem Bruder Hermann ein Atelier in seiner Wohnung Keferstraße 11, die er im Juli 1907 bezogen hatte und bis zum Jahre 1911 bewohnte. In unmittelbarer Nachbarschaft, Keferstraße 10, wohnte der Zeichner und Simplicissimus-Karikaturist Olaf Gulbransson mit seiner Gattin Grete. Bleeker und Gulbransson wurden später enge Freunde.
1913 entstanden von ihm einige Gemälde und Büsten, ferner erhielt er durch Vermittlung Hildebrands den Auftrag für einen Brunnen in Karlsruhe, der jedoch wegen des alsbald einsetzenden Ersten Weltkrieges nicht vollendet wurde.
Am 27. November 1913 wurde die Münchener Neue Secession in der Gaststätte „Zum Wittelsbacher Garten“ in der Theresienstraße gegründet. Auf dieser Sitzung wurden Albert Weisgerber zum ersten und Bernhard Bleeker zum zweiten Vorsitzenden gewählt. Bleeker gehörte der „MNS“, mit Ausnahme der Jahre 1920, 1921 und 1929, bis zu ihrer unfreiwilligen Selbstauflösung 1937 an, ab 1918 als erster Vorsitzender. Darüber hinaus trat Bleeker in diesem Jahr auch der „Münchner Vereinigung für angewandte Kunst“ und dem Deutschen Werkbund bei.
1913 oder 1914 begleitete Bleeker seinen Freund Kronprinz Rupprecht von Bayern auf einer Reise nach Italien. Dort besuchten sie Hildebrand in seinem Florentiner Atelier und es entstanden einige Büsten und Münzentwürfe.
1914 beteiligte er sich an dem Wettbewerb für ein Bismarck-Denkmal am Rhein und erhielt den 3. Preis.

### Künstlerischer Beirat während des Ersten Weltkriegs
1915 wurde Bleeker Mitglied der konservativen und sich für eine geschmackvolle Gestaltung von Kriegerdenkmälern einsetzenden „Gesellschaft der Freunde der Plastik“.
Bereits ab dem 29. März 1915 im Kriegseinsatz, war Bleeker ab dem 1. Februar 1917 künstlerischer Beirat bei der „Deutschen Kriegsgräber-Abteilung des k. u. k. Militärkommandos Przemyśl“ und es wurde ihm die Beratung über die Ausschmückung sämtlicher bayerischer Heldenfriedhöfe in Galizien sowie die Ausführung eines „Bayern-Denkmals“ für die gefallenen bayerischen Soldaten in den Schlachten um Przemyśl übertragen.
Trotz des Krieges und seiner Tätigkeit als künstlerischer Beirat konnte Bleeker in diesen Jahren einige Werke, Büsten und Medaillen, fertigen und an Ausstellungen teilnehmen.  1917 gehörte Bleeker der Vorstandschaft und dem Arbeitsausschuss „Bildhauerei“
der „Münchner Vereinigung für künstlerische Fragen“ an.
Während des Ersten Weltkrieges begann eine lebenslange Freundschaft zwischen Bleeker und dem Simplicissimus-Zeichner Karl Arnold. Auch zu dem Maler Max Unold hatte Bleeker freundschaftlichen Kontakt. Im Rahmen seiner Tätigkeit in Przemysl regte Bleeker die Kommandierung Unolds nach Galizien an, der auch stattgegeben wurde.

### Professur und Ehrenmitgliedschaft
Nach dem Ersten Weltkrieg wurde Bleeker Mitglied des am 6. Dezember 1918 gegründeten „Künstlerbundes der Bildhauer Bayerns e. V“. 1921 schuf Bleeker im Auftrag des Bayerischen Armeemuseums die Skulptur Toter Soldat für die Gefallenen des Ersten Weltkrieges, die als eines seiner Hauptwerke ursprünglich für die Kuppelhalle des Armeemuseums bestimmt war und dann Teil des Kriegerdenkmals im Hofgarten wurde.
1918 lehnte Bleeker eine Berufung nach Berlin ab, wurde 1919 Lehrer an der Akademie der Bildenden Künste München, die ihn am 1. Mai 1922 zum ordentlichen Professor für das Fach Bildhauerei ernannte und noch im gleichen Jahr zu ihrem Ehrenmitglied. Im Dezember 1923 erhielt Bleeker eine weitere Ehrung. Er wurde zum Ehrenbürger der Ludwig-Maximilians-Universität München ernannt. Bleekers Lehrtätigkeit an der Münchner Kunstakademie währte bis zu ihrer Schließung 1944. Während dieser Zeit hatte der Künstler etwa 120 Schüler, einige von ihnen erlangten größere Bekanntheit. Darunter Paul Bronisch mit einer Reihe offizieller Aufträge während der Zeit des Nationalsozialismus (zwischen 1933 und 1943), Kurt Schmid-Ehmen, welcher zum Bildner von Hoheitszeichen des Regimes avancierte. Alexander Fischer und Hans Wimmer schufen nach 1945 eindrucksvolle Werke. Auch Charlotte Goltz, Tochter des Kunsthändlers Hans Goltz, zählte 1939/40 zu seinen Schülerinnen, des Weiteren Eugenie Berner-Lange, Maria Weber, Margarete Schepelmann-Groz und Priska geb. von Martin, die Gattin seines Bildhauerkollegen Toni Stadler. Ingeborg Steinohrt war Meisterschülerin von Bernhard Bleeker.
Bleeker wurde als Ersatzmann für den „Beirat für die staatlichen Kunstsammlungen“ berufen, der die Direktoren der einzelnen Museen in Sachen Kunstankäufen beratend zur Seite stand, und gehörte der „Bildhauerkommission“ an. Im Zuge der Gleichschaltungspolitik des Dritten Reiches wurden diese Beiräte entsprechend der neuen Staatsauffassung des nationalsozialistischen Führerstaates abgeschafft, indem man einfach die Kommissionen nicht mehr einberief. Dies muss um die Jahreswende 1933/1934 geschehen sein, da Bleeker noch am 22. April 1933 der „Ankaufskommission für moderne Kunst (Plastik)“ zusammen mit Hermann Hahn angehörte.
Um das Jahr 1924 übernahm Bleeker zusammen mit seinem Kollegen Carl Johann Becker-Gundahl an der Münchner Akademie neben seiner Bildhauerklasse auch die Vertretung der Abteilung christlicher bzw. kirchlicher Kunst.
In den 1920er und frühen 1930er Jahren entstanden zahlreiche Portraitköpfe, beispielsweise von Franz von Stuck (1925), Kronprinz Rupprecht von Bayern (1927), German Bestelmeyer (um 1927), Max Slevogt, Max Liebermann (beide 1931), Olaf Gulbransson (1932), Friedrich Ebert (1927 auf Empfehlung von Hugo Lederer), das Grabmal für Luise Sellier (1926) und Franz von Stuck (1930) auf dem Münchner Waldfriedhof. Bleeker nahm an zahlreichen Ausstellungen teil und wurde 1930 Mitglied der Preußischen Akademie der Künste zu Berlin.
Anscheinend spielte Bleeker um 1930 mit dem Gedanken nach Berlin überzusiedeln. So schrieb German Bestelmeyer an das Staatsministerium für Unterricht und Kultus: „Bleeker hat jüngst Hindenburg porträtiert und ist wieder begeistert von Berlin zurückgekommen, was um so bedenklicher ist, als meines Wissens an der Preußischen Akademie der Künste in Berlin zur Zeit eine Professur mit Meisteratelier frei ist. Ich habe den Eindruck, daß Bleeker fühlt, dass für ihn in Berlin mehr Aussichten wären und dass dort auch ganz andere Verdienstmöglichkeiten für ihn vorliegen, was ja zweifellos richtig ist. Fesseln kann man einen Künstler nur durch Aufträge.“ (ABK München: Personalakte Bleeker: Bestelmeyer an Staatsministerium für Unterricht und Kultus, 23. Juni 1930 (Abschrift))
Im Jahre 1930 unternahm der Künstler nochmals eine Italienreise mit seinem Freund Kronprinz Rupprecht von Bayern und wohnte In Florenz bei der Baronin Marion Franchetti (1870–1948).
1932 beteiligte sich Bleeker an der „Düsseldorf-Münchner Kunstausstellung“ in Düsseldorf, bei der er auch als Mitglied der Hängekommission fungierte.

### Eintritt in die NSDAP, Austritt(e) aus der kath. Kirche
Bleeker trat zum 1. November 1932 in die NSDAP ein (Mitgliedsnummer 1.352.204). Er fügte sich anfänglich gut in das System ein, stützte durch seine Unterschriften die künstlerischen und kulturellen Aussagen der Akademie der bildenden Künste und versprach sich einen Aufschwung und eine Befruchtung des kulturellen und künstlerischen Lebens. So war Bleeker Mitunterzeichner des Protestes der Richard-Wagner-Stadt München gegen Thomas Mann, der am 16. und 17. April 1933 in den Münchner Neuesten Nachrichten erschien, sowie der Erklärung des Deutschen Künstlerbundes vom Juni 1933, Adolf Hitler eine Ehrenmedaille der Akademie in Gold für Verdienste um die bildende Kunst zu verleihen.
Im Jahr 1933 trat Bleeker zum ersten Mal aus der katholischen Kirche aus; 1943 zum zweiten Mal. Er muss innerhalb dieses Zeitraumes wiederum in die Kirche eingetreten sein, möglicherweise bereits 1934, da er in diesem Jahr für den Augsburger Dom ein Glasfenster fertigte. Als Bleeker 1962 für die Afra-Kapelle im Dom zu Speyer mit einer Kreuzigungsgruppe beauftragt wurde, entzog das Speyerer Domkapitel ihm diesen Auftrag, mit der Begründung, er gehöre nicht der katholischen Kirche an. Im September 1934 erhielt Bleeker als Akademieprofessor den Status eines Beamten aufgrund des Gesetzes zur Wiederherstellung des Berufsbeamtentums vom 7. April 1933.
Im November 1934 hielt Bleeker die Trauerrede für seinen ermordeten Bildhauerkollegen Fritz Wrampe. Im gleichen Jahr 1934 wandelte sich, laut Bleekers eigenen späteren Angaben, sein Bild vom Nationalsozialismus. Bleekers Aktivitäten mit dem Ziel den Einfluss des Nationalsozialismus auf die Kunst zurückzudämmen hatten zur Folge, dass er wiederholt in schwere Differenzen mit Nazi-Kunstexponenten wie u. a. Adolf Ziegler geraten war. 1936 wurde bei ihm eine Hausdurchsuchung wegen angeblicher politischer Umtriebe ausgeführt. Der angeblich „offene Kampf der Partei“ gegen ihn hätte seinen Anfang in Bleekers Kritik am „Ehrenmal für die Gefallenen des 9. November 1923“ an der Feldherrnhalle genommen. Im Protokoll der mündlichen Verhandlung Bleekers vor der Spruchkammer X am 19. November 1946 äußerte er sich darüber: „Er habe in privatem Rahmen das Mahnmal als „schlechte Biedermeierkommode“ mit aufgesetzter „Uhr“ bezeichnet und sei daraufhin von Gerdy Troost und Gauleiter Adolf Wagner gemaßregelt worden.“ (Staatsarchiv 153: Protokoll der öffentlichen Sitzung am 19. November 1946, S. 2). Zwar mag Bleeker sich für kurze Zeit ein gewisses Misstrauen seitens der Oberen zugezogen haben, doch war er weder privat noch öffentlich irgendwelchen Beschränkungen unterworfen. Im Gegenteil, prominente Aufträge und Ausstellungsbeteiligungen blieben nicht aus.
Vom Mai bis Oktober 1934 nahm Bleeker an der XIX. Biennale in Venedig teil. 1935 entstand der „Windspiele-Brunnen“ im Hof des Ärztehauses in der Briennerstraße und Bleeker gestaltete für die Vorhalle der Hindenburg-Gruft im „Reichsehrenmal Tannenberg“ einen „ruhenden Landwehrmann“ und einen „ruhenden Kriegsfreiwilligen“ in Anlehnung an seinen „Toten Soldaten“. Darüber hinaus erhielt er den Auftrag für eine Hitler-Büste, die 25- bis 28-mal gegossen und in verschiedenen Parteibauten aufgestellt wurde. All diese Aufträge waren mehr oder weniger von Partei- oder staatlichen Stellen erteilt worden. Des Weiteren wurde Bleeker in diesem Jahr die Mitarbeit an einem Prestigeprojekt des Dritten Reiches angetragen: dem Reichssportfeld in Berlin, das anlässlich der Olympischen Spiele 1936 in Planung war. Bleeker wurde, neben anderen Künstlern, vom verantwortlichen „Kunstausschuß für die Ausschmückung des Reichssportfeldes“ aufgefordert, Entwürfe für „eine feierlich und geschlossen gehaltene Siegesgöttin“ einzureichen. Goebbels persönlich begutachtete die eingereichten Entwürfe. Die Ausführung dieser Nike übernahm jedoch der Bildhauer Willy Meller. 1936 wurde Bleeker zum korrespondierenden Mitglied der Wiener Secession ernannt und nahm an verschiedenen Ausstellungen teil. Exemplare des Gipsmodells Bleekers zum nackten „Jüngling mit Speer“, ausgestellt auf der Großen Deutschen Kunstausstellung im neuerbauten Haus der Deutschen Kunst, wurde in den folgenden Jahren an verschiedenen Orten aufgestellt. Im Frühjahr 1937 wurde im Essener Waldthausenpark Bleekers Figur eines „Handgranatenwerfers“ als „Ehrenmal des R. I. R. 67“ aufgestellt und ein weiterer „Handgranatenwerfer“ in Düsseldorf.
Die Münchener Neue Secession, deren erster Vorsitzender Bleeker seit 1918 war, wurde „gemäß der Verordnung des Reichspräsidenten zum Schutze von Volk und Staat vom 28. Februar 1933“ am 21. Dezember 1937 zwangsweise aufgelöst.
Im Jahre 1937 zog Bleeker in eine von seinem Freund Bestelmeyer erbaute Villa in der Haushoferstraße 3 in München-Bogenhausen, die zum Treffpunkt der Münchner Prominenz wurde. Sie war sehr geräumig, mit mehreren Nebengebäuden und einem Atelier ausgestattet und von einem weitläufigen Garten umgeben. 
In der von Joseph Goebbels aufgestellten Liste „Künstler im Kriegseinsatz“ wurde Bleeker aufgeführt. Da er zu dieser Zeit bereits 64 Jahre alt war, war er zwar dienstverpflichtet, jedoch vom Wehrdienst und vom Einsatz in Rüstungsbetrieben freigestellt. Die Akademie der bildenden Künste wurde Ende 1944 geschlossen, Bleekers dortiges Atelier durch Bomben schwer beschädigt. Auch seine Villa in der Haushoferstraße im Januar 1945 durch eine Luftmine stark beschädigt. Vernichtet wurden auch sämtliche Werkzeuge, Drehstühle und Modelle, insgesamt eine Arbeit von etwa acht Jahren. Bleeker erhielt eine Einweisung in ein Künstlerheim in Berchtesgaden, jedoch ließ sich die Familie dort nicht nieder, sondern zog nach kurzem Aufenthalt bei der Familie des 1935 verstorbenen Flugzeugkonstrukteurs Hugo Junkers in Grünwald, in das Schloss Seehaus bei Waging am See, anschließend siedelte sie um nach Eichham, einem Ortsteil von Teisendorf.

### Entnazifizierungsverfahren und Rehabilitierung
Nach Ende des Zweiten Weltkrieges erging am 29. Oktober 1945 eine Verfügung des Kultusministeriums, nach der Bleeker auf Weisung der Militärregierung mit sofortiger Wirkung von seinem Dienst als ordentlicher Professor an der Akademie in München enthoben und die Auszahlung seiner Bezüge eingestellt wurden. 1946 wurde gegen Bleeker ein Entnazifizierungsverfahren eingeleitet. Der ursprüngliche Klageantrag lautete auf Einreihung in die Gruppe II der Belasteten, jedoch milderte das Gericht die Strafe: Bleeker wurde in die Gruppe III der Minderbelasteten eingereiht. Zu Ungunsten Bleekers wertete man seine Mitgliedschaft in der NSDAP von 1932 bis 1945, ferner seine Mitgliedschaften im Reichslehrerbund, in der Reichskammer der bildenden Künste, im Reichskolonialbund, in der Nationalsozialistischen Volkswohlfahrt, in der Reichskulturkammer, im NS-Dozentenbund und seine Betätigung als Dozentenbundführer an der Akademie der bildenden Künste München. Bleeker galt als Aktivist nach dem „Gesetz zur Befreiung von Nationalsozialismus und Militarismus“ nach Artikel 7. I. 3. und 7. II. 1. Zu seinen Gunsten wertete man seine „nachweisbare Unterstützung und Förderung rassisch und politisch Verfolgter“ nach Artikel 39. II. 4. Nach Einspruch wurde Bleeker im Oktober 1948 in die Gruppe IV der Mitläufer eingereiht. Das Entnazifizierungsverfahren hatte für Bleeker nur geringfügige Nachteile, da er bereits nach kurzer Zeit wieder gesellschaftlichen Status erlangte.
Nach Konstituierung der DDR 1949 wurde dem Künstler angeboten, überzusiedeln und als Restaurator zu arbeiten. Er blieb jedoch bis zu seinem Tod 1968 in München.
Bleeker beteiligte sich noch an mehreren Ausstellungen – so nahm er auch an der Ehrenausstellung der Münchner Neuen Secession anlässlich der 800-Jahr-Feier der Stadt München im Kunstverein München teil – und wurde 1951 zum ordentlichen Mitglied der Bayerischen Akademie der Schönen Künste sowie der Akademie der schönen Künste Wien ernannt. Des Weiteren wurde er als freischaffender Künstler Mitglied im „Berufsverband Bildender Künstler Münchens e. V.“ und führte noch bis Anfang der 1960er verschiedene Aufträge durch.

## Werke
- Michaelsbrunnen, Stadtplatz Miesbach, 1905
- Reichtum, im Bavariapark, München, ca. 1907/1908
- Christophorus, München am Isarkai, 1909
- Wettbewerbsentwurf für ein Bismarck-Nationaldenkmal auf der Elisenhöhe bei Bingerbrück (1910; gemeinsam mit dem Architekten Otho Orlando Kurz; nicht prämiert)[19]
- Sitzfigur des Prinzregenten Luitpold, in der Ludwig-Maximilians-Universität München, 1911 eingeweiht

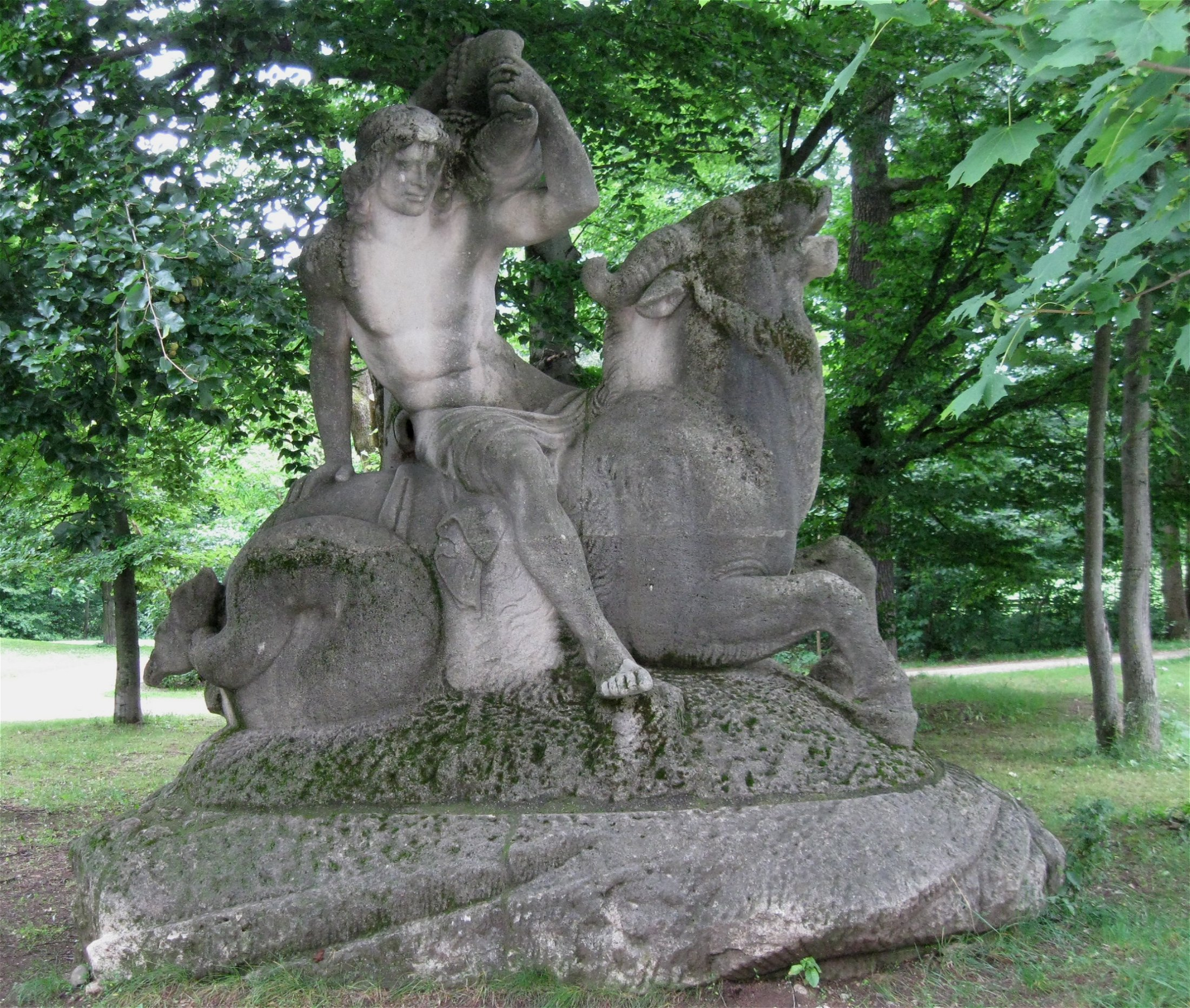
Reichtum, 1908
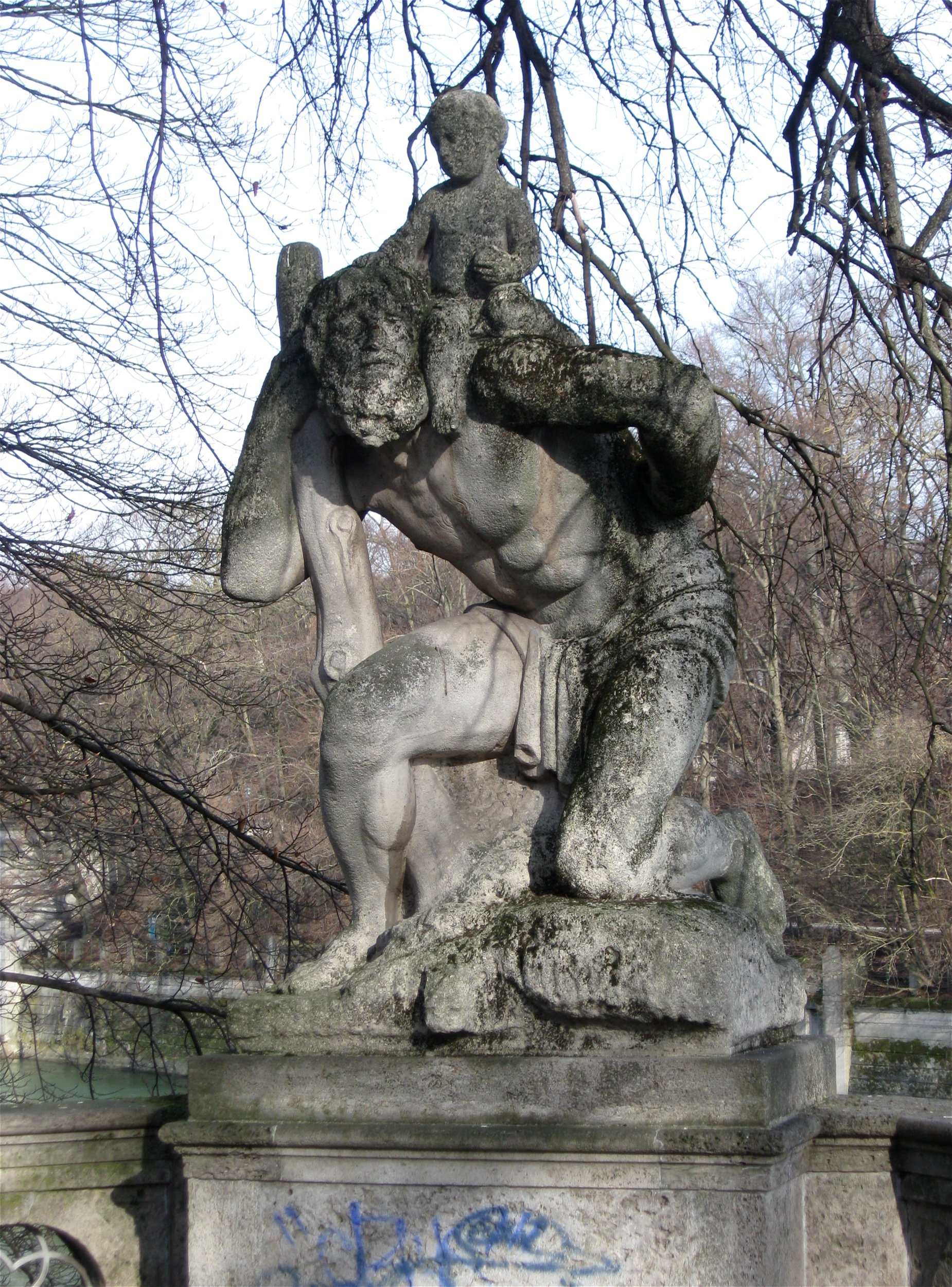
Christophorus, 1909
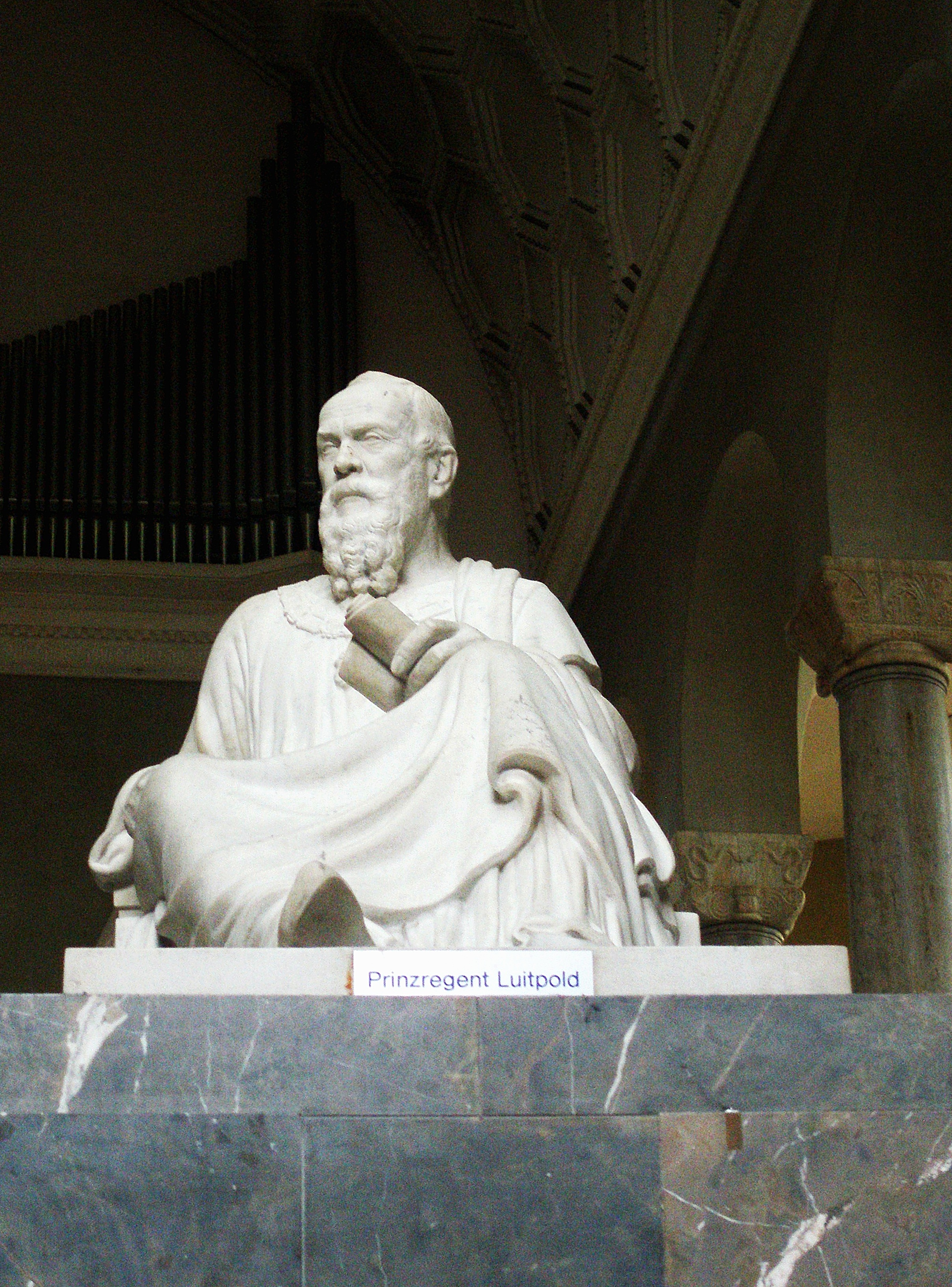
Prinzregent Luitpold, 1911
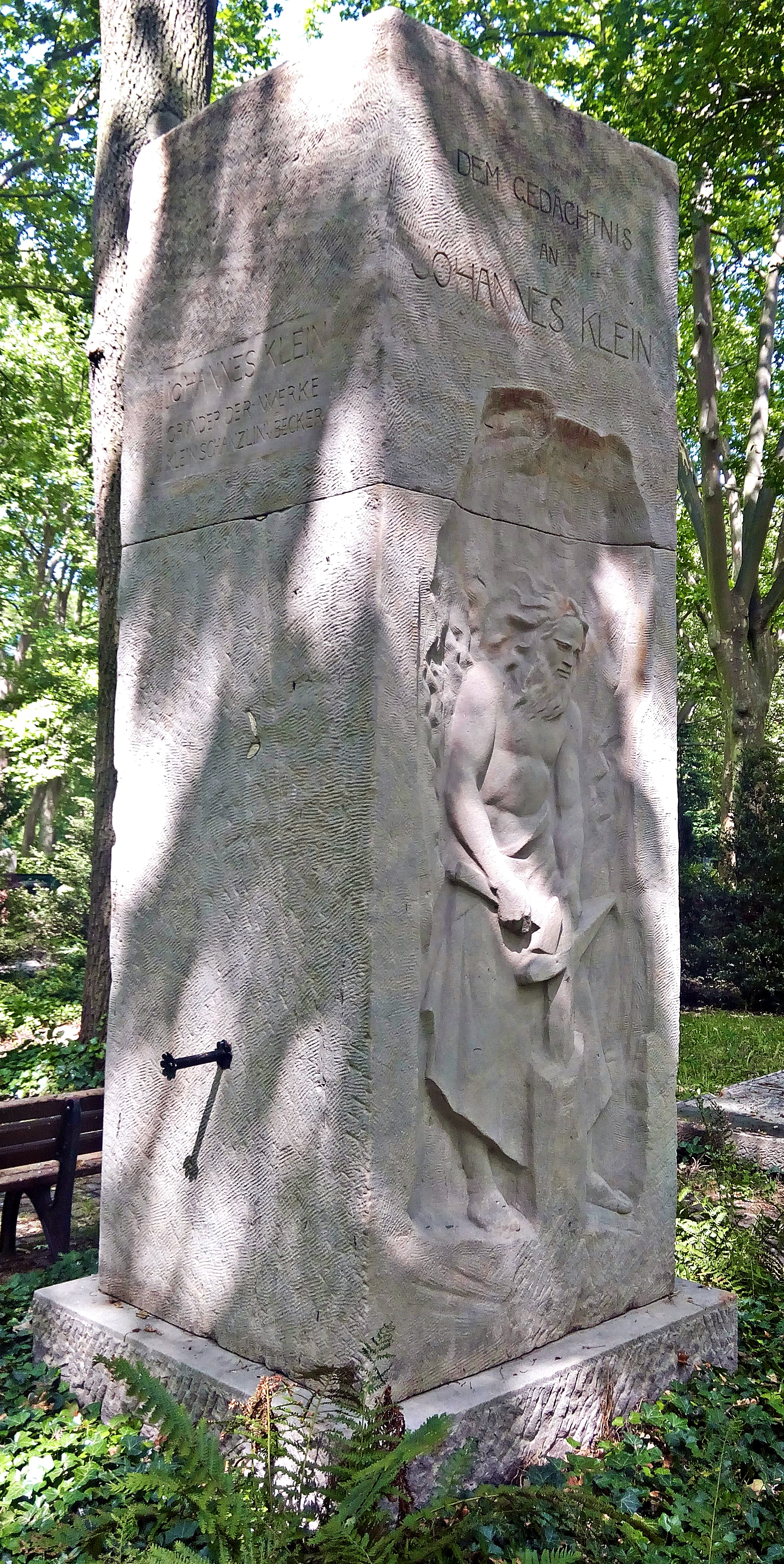
Frankenthal (Pfalz), Grabdenkmal Johannes Klein, Mitbegründer der Firma KSB, 1922

- König Ludwig-Kreuz, 1916
- Ehrenmal der im Ersten Weltkrieg gefallenen Angehörigen der Münchner Universität, vier Masken sterbender Krieger mit Stahlhelm, 1920–1922
- Grabdenkmal Johannes Klein, Mitbegründer der Firma KSB, Hauptfriedhof Frankenthal (Pfalz), 1922[20]
- Pfalzdenkstein auf dem Odeonsplatz neben dem Eingang zu den Hofgartenarkaden, 1924 enthüllt. Der Denkstein wurde 1933 in die Eschenanlagen an der Ottostraße versetzt
- Toter Soldat, im Kriegerdenkmal im Hofgarten in München, 1923. (Die Originalskulptur aus rotem Marmor wurde 1972 durch einen Bronzeabguss ersetzt.)
- Rossebändiger, in München in der Arcisstraße vor der Technischen Universität, 1931[21]
- Triumphkreuzgruppe über dem Altar und ein Taufbecken, Reformations-Gedächtnis-Kirche (Nürnberg), 1935
- Speerträger, Lietzenseepark in Berlin, 1940
- Jüngling mit Stab im unteren Luisenpark Mannheim, 1950

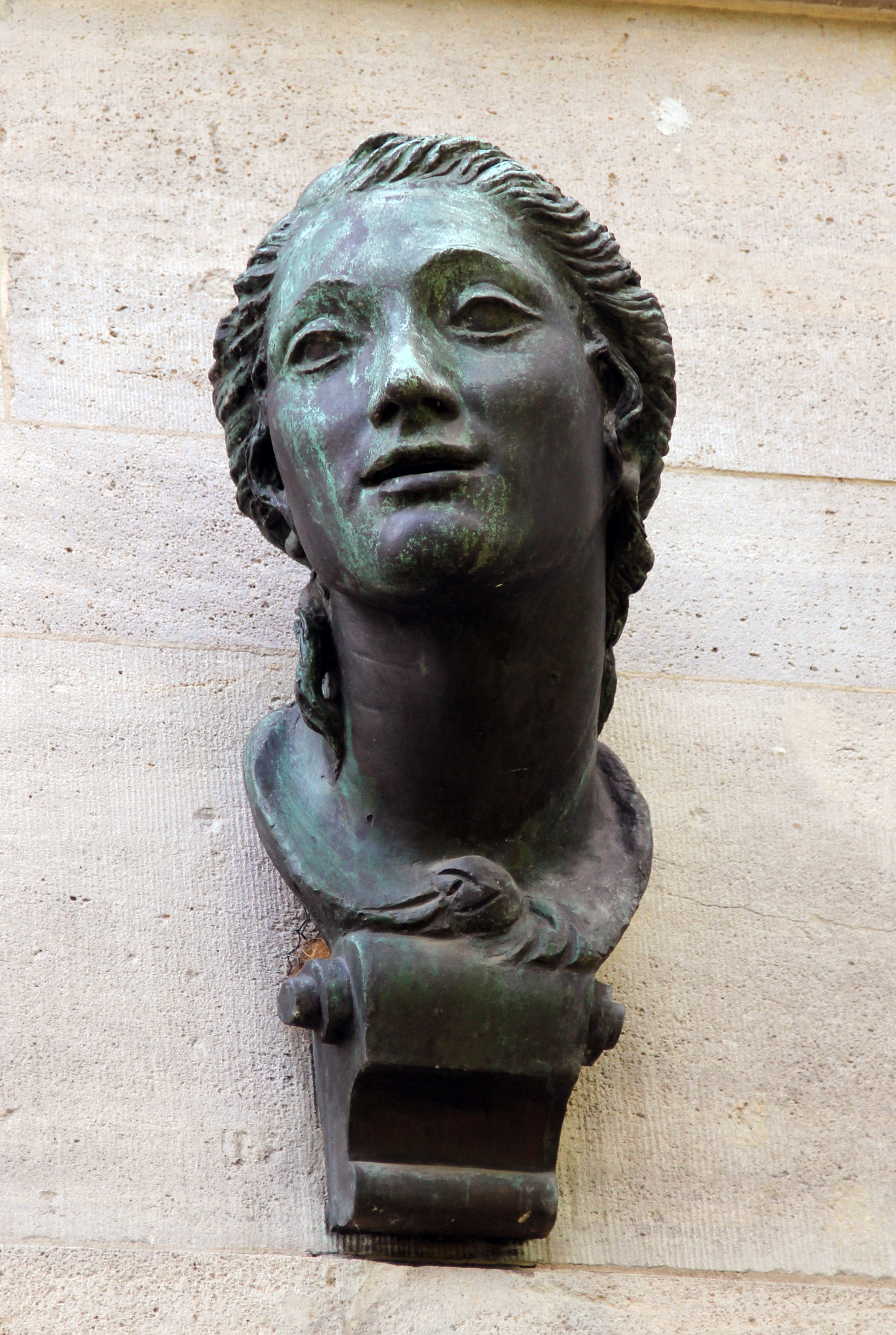
Zwei Büsten, 1936, Am Karlsbad in Berlin-Tiergarten
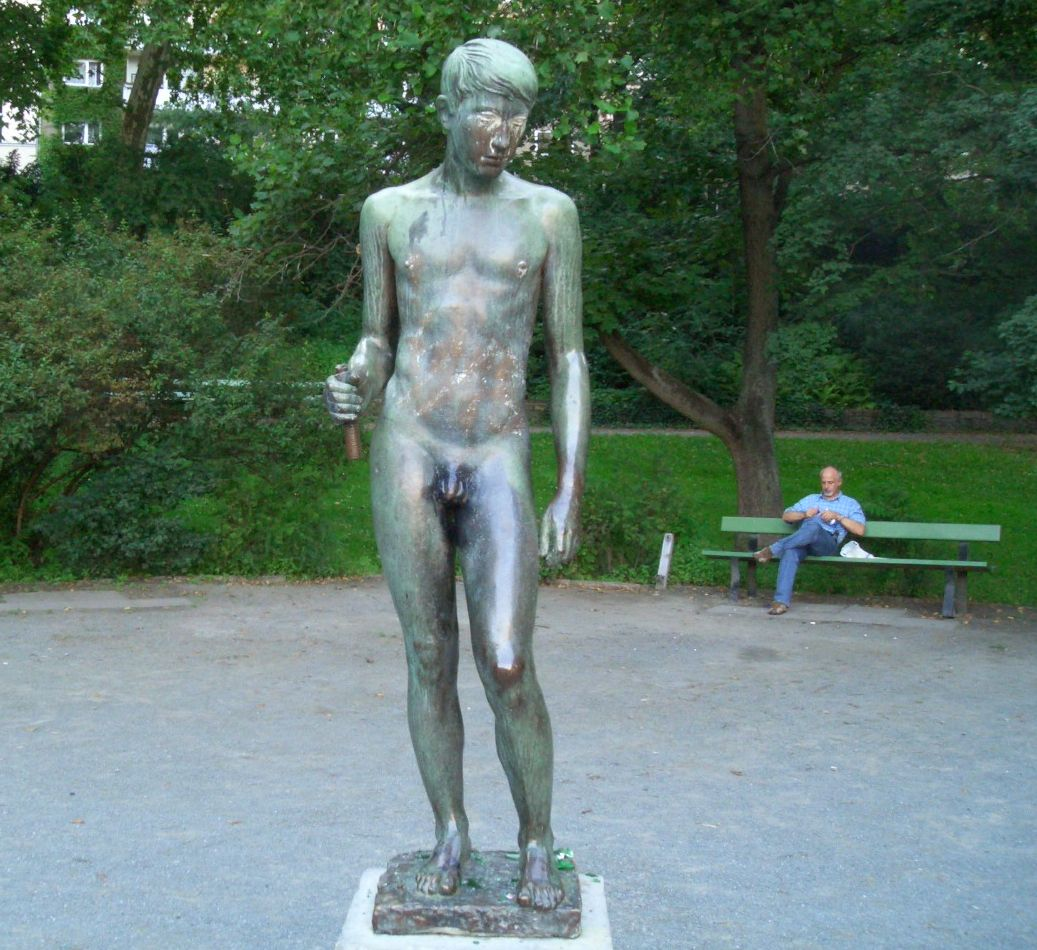
Speerträger, Berlin, 1940 (2007 oh. Speer)
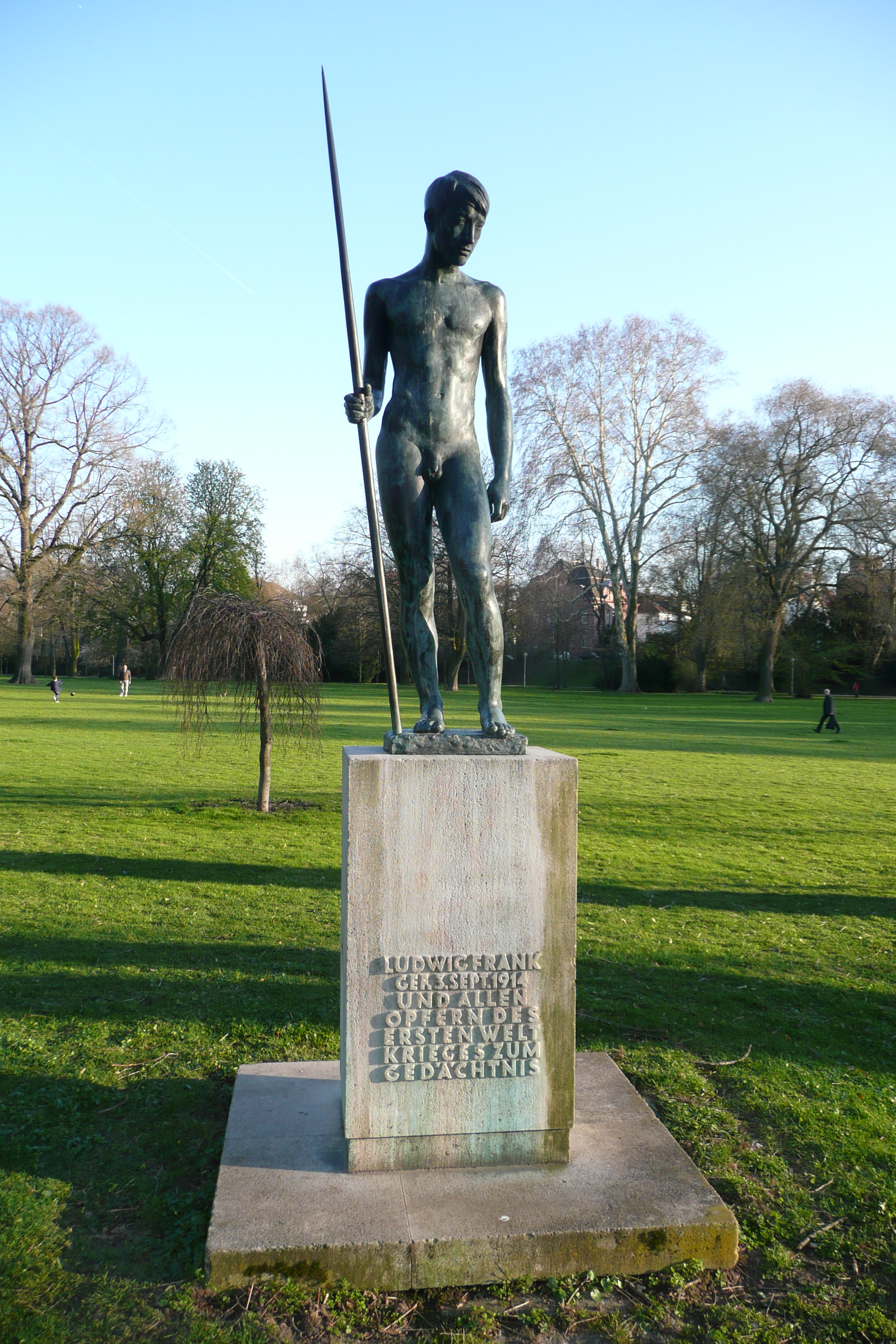
Jüngling mit Stab, Mannheim, 1950

- Pferdestandbild für die deutsche Kavallerie 1870–1945, Bayerisches Hauptstaatsarchiv, Ehrenhof in der Schönfeldstraße 3/5, 1960[22]
- Kronprinz-Rupprecht-Brunnen vor dem Königlichen Schloss Berchtesgaden, 1960
- Kronprinz-Rupprecht-Brunnen in München, 1961
- Kenotaph für Bernhard Borst, Dachauer Straße 140d, München, 1964[23]

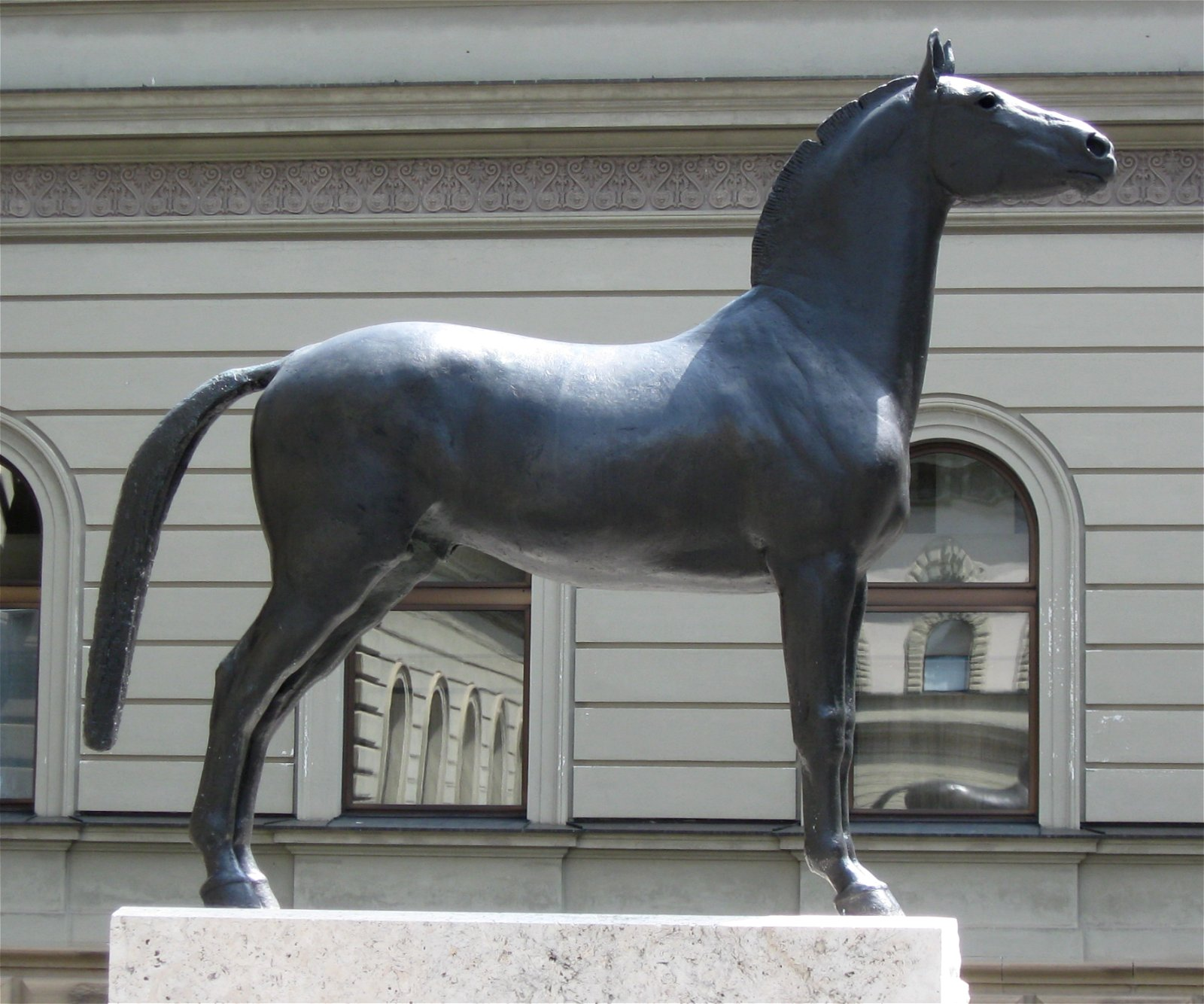
Pferdestandbild für die deutsche Kavallerie 1870–1945, 1960
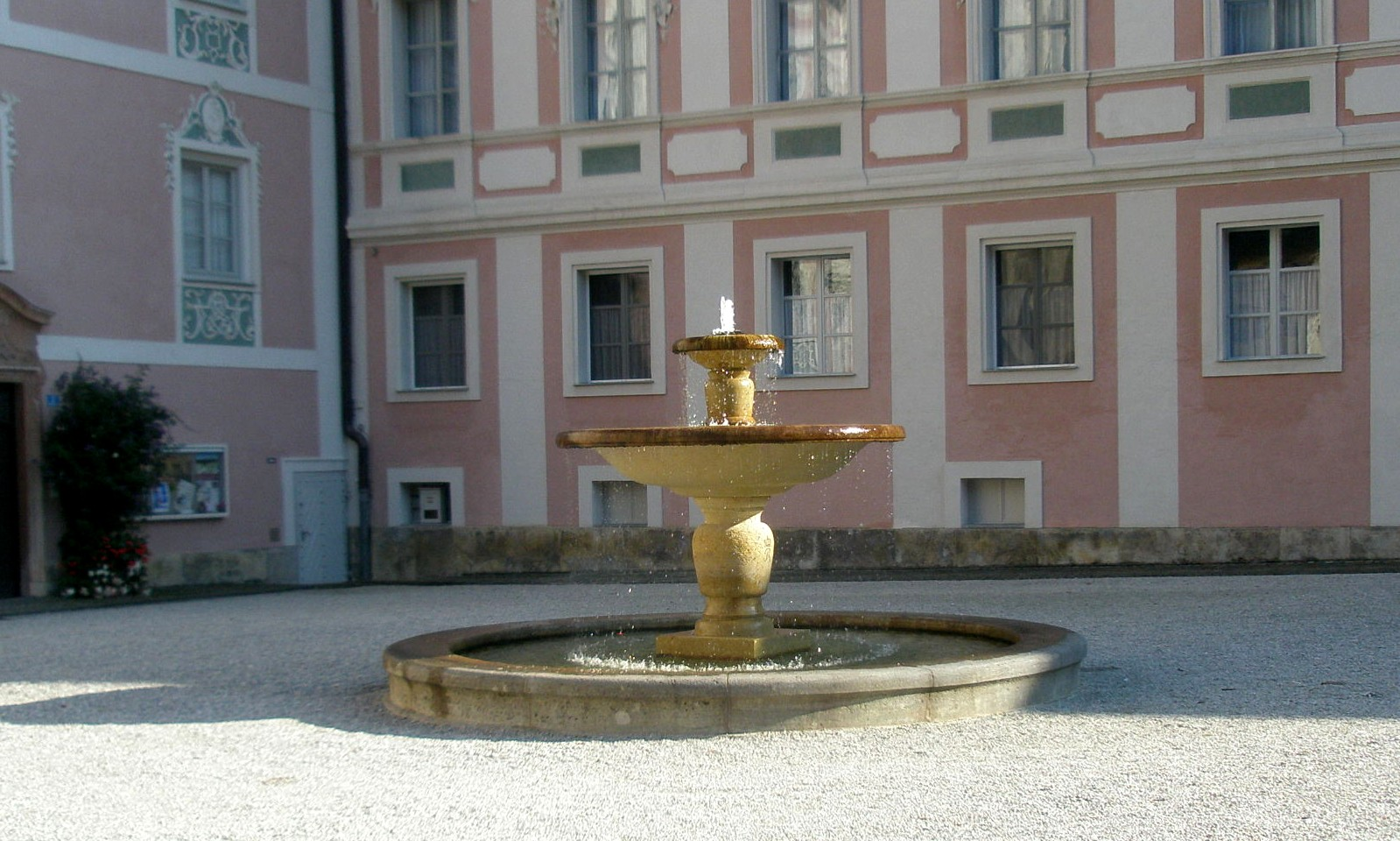
Kronprinz-Rupprecht-Brunnen, Berchtesgaden, 1960
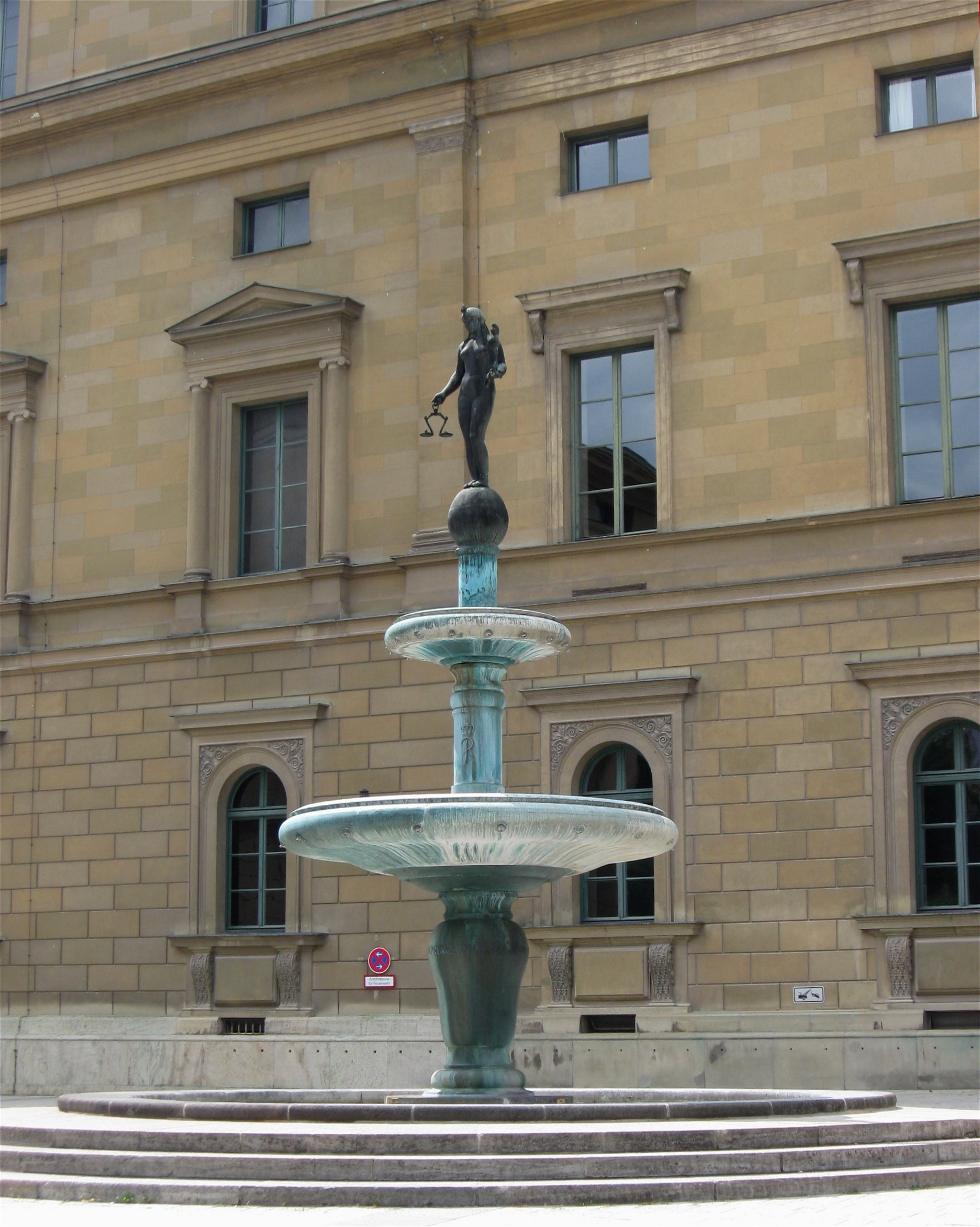
Kronprinz-Rupprecht-Brunnen, München, 1961

Sein schriftlicher Nachlasses befindet sich im Deutschen Kunstarchiv im Germanischen Nationalmuseum in Nürnberg.

## Ausstellungen (Auswahl)
- 1911: Sommer-Ausstellung der Münchner Secession
- 1912: Grosse Kunstausstellung in Dresden
- 1912: Kunstausstellung der Münchener Secession
- 1914: Münchner Original-Plastik, Galerie Heinemann, München
- 1915: Münchner Neuen Secession, 1. Frühjahrs-Ausstellung
- 1924: Münchener Neue Secession, 10. Ausstellung
- 1932: Düsseldorf-Münchner Kunstausstellung im Kunstpalast Düsseldorf
- 1934: Große Münchener Kunstausstellung in der Neuen Pinakothek
- 1936: Heroische Kunst in der Städtischen Galerie im Lenbachhaus, München
- 1937: Figur und Komposition im Bild und an der Wand. Plastik-Architektur-Graphik in der Neuen Pinakothek
- 1937: Münchner Jahresausstellung in der Neuen Pinakothek
- 1937: Große Deutsche Kunstausstellung im Haus der Deutschen Kunst zu München
- 1937: Deutsche Baukunst, CXLIV. Ausstellung der Vereinigung der Wiener Secession unter dem Titel Deutsche Plastik am Reichssportfeld Berlin in Wien
- 1938: Deutsche Plastik der Gegenwart in Warschau und in Krakau
- 1940: Große Deutsche Kunstausstellung im Haus der Deutschen Kunst zu München
- 1941: Große Deutsche Kunstausstellung im Haus der Deutschen Kunst zu München
- 1942: Der deutsche Westen. Malerei und Plastik der Gegenwart in Köln und
- 1942: Deutsche Plastik der Gegenwart in Zagreb
- 1943: Münchner Künstler der Gegenwart in Köln
- 1943: Junge Kunst im Deutschen Reich im Wiener Künstlerhaus
- 1950: Werke europäischer Plastik im Haus der Kunst
- 1961: Ausstellung zur Entwicklung der Münchner Bildhauerei, Plastik und Zeichnungen im Kunstverein München

## Ehrungen
- 1917: Königliche Ludwigs-Medaille in Gold, Abteilung A für Wissenschaft und Kunst, verliehen durch König Ludwig III.
- 1922: Ehrenmitglied der Akademie der bildenden Künste[24]
- 1923: Ehrenbürger der Ludwig-Maximilians-Universität München[25]
- 1925: Erinnerungsmedaille Kronprinz Rupprechts, Silber mit Band
- 1928: Bayerischer Maximiliansorden für Wissenschaft und Kunst (Abteilung Kunst)
- 1942: Ordenszeichen in Silber, welches der Künstler vom Staatsministerium für Unterricht und Kultus[26]
- 1956: Förderpreis für Bildende Kunst der Landeshauptstadt München für Plastik
- 1961: Goldene Ehrenmünze der Stadt München[27]